# Educação no Chile
Melhor colocado no ranking do Programa Internacional de Avaliação de Alunos (Pisa) nos últimos três anos, o Chile pode ser considerado um modelo de educação na América Latina. A educação em tempo integral, oferecida em cerca de 85% das escolas chilenas é um dos fatores responsáveis pelo sucesso do País..
A educação no Chile adotou como política pública, principalmente a partir do governo de Augusto Pinochet: 
- estabelecimento de sistemas de exame seletivo e de avaliação;
- recomendação de sanções;
- realização de estudos sobre a educação superior.

Nos últimos cinco anos, houve duas grandes ondas de manifestações sobre o estado da educação no país. Nos últimos 20 anos, mais de 800 escolas municipais fechadas e apenas 36 por cento dos alunos são matriculados em escolas públicas, segundo estatísticas de 2013.

## Sistema educacional
A educação no Chile é dividida em quatro fases - pré-escola, básico, médio e superior-, sendo que as três primeiras são obrigatórias. A educação chilena é regida pela Lei Geral de Educação de 2009 (LGE), que sucede a Lei Orgânica Constitucional de Ensino (LOCE). Cada fase possui características próprias:
- Pré-escola: Para crianças com até 5 anos de idade, opcional para a 1ª série.
- Educação básica: (Enseñanza básica) para crianças entre 5 e 13 anos de idade, dividida em oito séries.
- Educação média: (Enseñanza media) para adolescentes para 13 a 18 anos de idade, dividida em quatro séries.
- Escolas médias são também dividida em:
  - Aproximação humana-científica: No Terceiro Medio (11ª série) na escola secundária, os alunos podem escolher uma especialização em ciência (matemática, física, química, biologia), ou humanas (literatura, história, sociologia), o que significa que eles terão mais lições naquela área de sua escolha.
  - Educação técnico-profissional: Estudantes recebem uma educação extra nas chamadas áreas técnicas, como eletricidade, mecânica, metalúrgica, etc. Esse segundo tipo de educação é mais típico de escolas públicas, que dá aos estudantes de áreas mais pobres a chance de trabalhar.
- Universidade: um sistema dividido em universidades públicas (ou do estado), e um sistema privado.

### Educação infantil
A educação infantil atende às crianças entre 83 dias e 6 anos, é subsidiada, em maior parte, pelo Estado porém não é obrigatória. Atualmente é considerada, em cobertura, a melhor das américas. As atividades pedagógicas nesse estágio da educação dos jovens chilenos volta-se para o desenvolvimento das habilidades motoras e de coordenação e também introdução a atividades em grupo. A maioria das crianças inicia sua educação a partir dos cinco anos de idade, cerca de 85%.
A educação infantil está dividida nos seguintes níveis:
- Sala cuna: (84 dias a 2 anos)
- Medio: (de 2 a 4 anos)
- Transición: (de 4 a 6 anos). Se diferencia neste nível o Primer nivel (prekinder, 4 a 5 anos) e Segundo Nivel (kinder, 5 a 6 anos).

A Junta Nacional de Jardines Infantiles (JUNJI, 1970) é um serviço público, dependente do Ministério da Educação, encarregado de criar, planejar, coordenar, promover, estimular e supervisionar a organização e o funcionamento dos jardins de infância. A atenção pré-escolar é realizada através de berçários e jardins de infância de administração municipal, particular subsidiado, particular, da JUNJI ou da Fundação Nacional de Atenção ao Menor (Fundação INTEGRA).

### Educação primária
A reforma de 1965 estabeleceu a educação primária como o ciclo inicial dos estudos. Antes da reforma, em 1920, a legislação do Chile tinha estabelecido um mínimo de 4 anos para a educação obrigatória. Finalmente, em 1965 foi estabelecida a obrigatoriedade do nível básico, cuja duração atual é de 8 anos divididos em 2 ciclos e 8 graus (de 6 a 13 anos na idade ideal dos alunos). Após a reforma ficou instituída a educação em tempo integral para as crianças. Os principais desafios dizem respeito ao alcance dos objetivos estabelecidos a partir da nova base curricular. Existe um grande foco no desenvolvimento das competências baseado na redação do currículo nacional
- EGB ciclo I: 1°, 2°, 3° e 4º ano ou grau de escolarização
- EGB ciclo II: 5°, 6°, 7° e 8° ano ou grau de escolarização

### Educação secundária
A escola secundária é dividida em Ensino Médio Científico-Humanista (EMCH), Técnico-Profissional (EMTP), e Artístico (desde 2006), com uma duração de 4 anos.. Os primeiros dois anos são os mesmos para os três tipos de escola, enquanto o terceiro e quarto são diferenciados de acordo com a orientação:
- EMCH 1º a 4º grau
- EMTP 1º e 2º grau com o mesmo programa educacional que o EMCH
- EMTP 3º e 4º grau com programas diferenciados segundo especialidades

As escolas oferecendo programas técnico-profissional são denominadas:
- Escolas agrícolas: outorgando títulos de Técnico de Nível Médio nas atividades próprias da agricultura.
- Escolas industriais: eletricidade, mecânica, eletrônica, informática, entre outros.
- Escolas comerciais: administração, economia, secretário e similares.
- Escolas técnicas: moda, culinária, enfermeiro, e similares.
- Escolas polivalente: oferecem carreiras de mais de uma das escolas listadas acima.

Também se distinguem modalidades especiais de educação primária e secundária, como a educação de adultos e a educação especial (educação diferencial).
Após os quatro anos de Ensino Médio, independentemente da forma que foi realizado, os alunos obtém o diploma de Bacharel em Educação Secundária. Aqueles que optaram pela formação científica-humanística poderão ter acesso ao Ensino Superior se o desejarem, ou a alguma formação técnica. Aqueles que
terminarem a educação técnica receberão o diploma na sua especialidade.

### Acesso à Educação superior
Há um único sistema de admissão para todas as universidades do Estado e para vários universidades privadas, que integram o chamado Consejo de Rectores. O sistema, chamado PSU (Prueba de Selección Universitaria), é muito similar ao SAT Reasoning Test dos Estados Unidos. A criação e a correção dos testes é feita pela Universidad de Chile, enquanto o sistema em si é administrado pelo Ministério da Educação (Ministerio de Educación).
O teste consiste em dois exames obrigatórios, matemática e idioma, e vários outros testes específicos, como química, física, biologia, história, etc, dependendo de qual carreira o estudante deseja seguir. As notas da escola secundária também são levadas em conta no resultado do exame. Cada universidade dá pesos diferentes para os resultados dos vários exames.
Há uma grande diferença nas notas do PSU entre os estudantes mais pobres, a maioria estudou em escola pública, e os estudantes mais ricos, especialmente aqueles que estudaram em escola privada, e com isso os estudantes mais pobres tem muito menos chances de entrar para as melhores universidades, que exigem uma nota alta. Os estudantes pobres mais talentosos, aqueles que conseguem uma nota alta no PSU, podem obter uma bolsa de até 100% pelo governo, e várias universidades também tem seus próprios programas de bolsa para ajudar os estudantes pobres, apesar dos recursos serem insuficientes. Os estudantes que conseguem notas altas o suficiente para entrar para universidades públicas ou para uma universidade privada de prestígio, há um sistema do governo para fazer empréstimos através de vários bancos, mas a quantia e os termos do crédito não necessariamente se adequam às necessidades dos estudantes.
De acordo com a mídia e estatísticas oficiais, em 2006 um total de 241.390 estudantes fizeram o PSU.

### Educação superior
O chile conta com três diferentes modelos de instituições de ensino superior, criados pela reforma da educação superior em 1981: universidades, Centros de Formação Técnica (CFT) e Institutos Profissionais (IP). A formação em um CFT demora em média dois anos; no IP cerca de quatro anos para graduação profissional; e na graduação universitária, cinco anos. Os cursos de pós-graduação só podem ser oferecidos nas universidades.

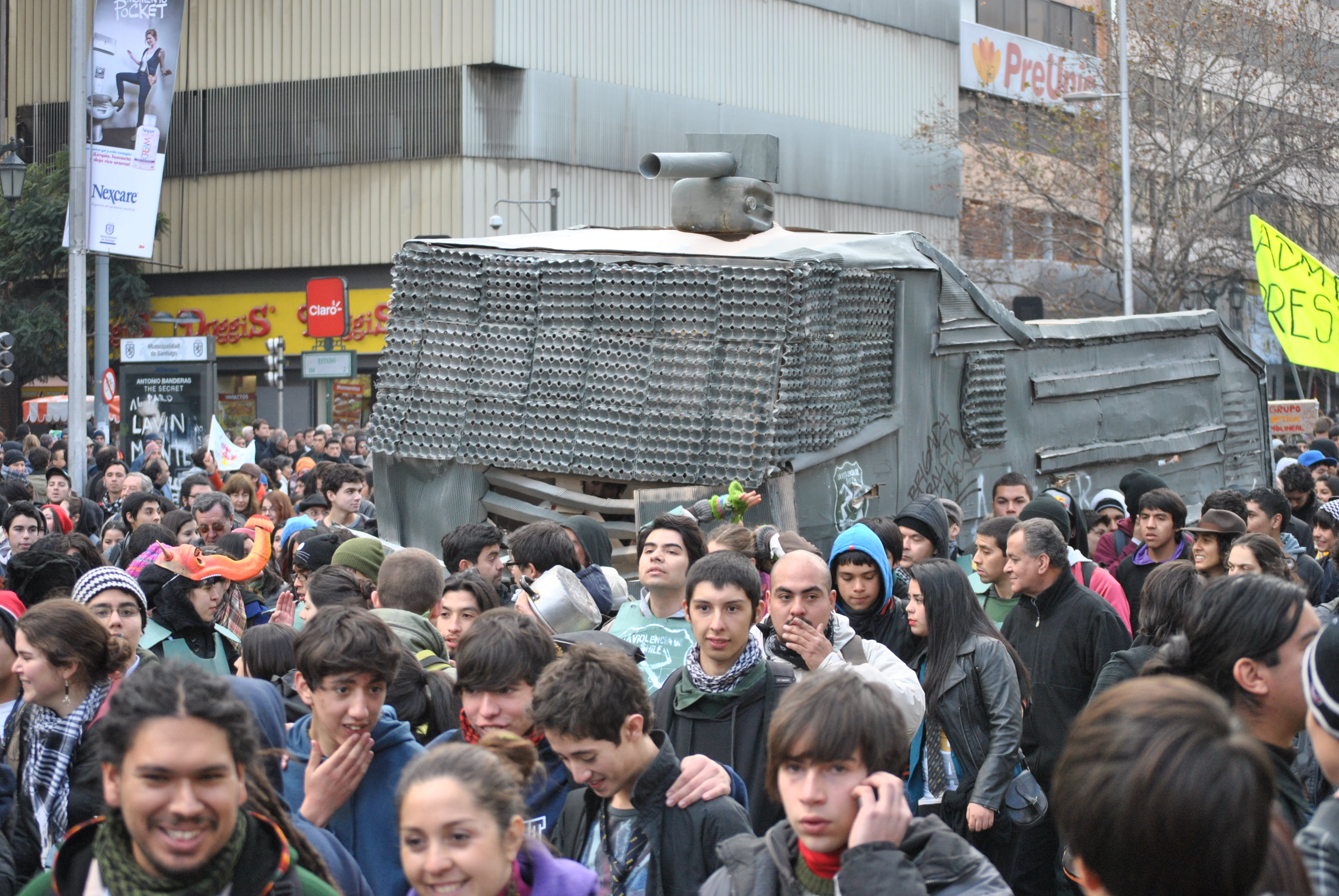
Estudantes da Escola secundária, em Santiago, no Chile

- (CFT) Centro de Formação Técnica, com duração de 2 anos e emitem o título de técnico de nível superior;
- (IP) Institutos Profissionais, podem emitir títulos de técnico de nível superior e títulos profissionais nas profissões que não requerem o grau acadêmico de licenciatura.
- (U) Universidades, que podem emitir todos os títulos profissionais e graus acadêmicos de licenciatura, mestrado e douturado.
- Instituições de Educação Superior das Forças Armadas e de Ordem foram incorporadas recentemente, e podem entregar através de suas instituições educativas títulos e graus acadêmicos, sendo parte das instituições de ensino superior. Exemplos de instituições militares são a Academia Nacional de Estudos Políticos y Estratégicos (ANEPE), Academia Politécnica Militar, Academia Politécnica Naval, Academia Politécnica Aeronáutica, entre outras.

A questão do alto número de universidades privadas no país, e a falta de incentivo público nesse setor (apenas 15% dos gastos com educação são pagos com dinheiro público) tem sido pauta da discussão da questão educacional no país. No quesito investimento, há tanto universidades públicas como privadas que recebem recursos público.
Para conseguir uma educação mais qualificada, os universitários têm duas opções de créditos. Uma é a do Estado, cuja mensalidade nunca pode superar 5% do salário ganho e que perdoa a dívida daqueles que não conseguem pagá-la em 20 anos. O outro tipo é o Crédito con Aval del Estado, cobrado por bancos privados; nessa modalidade não há perdão da dívida, o valor cobrado pode ultrapassar os 5% do salário e a taxa de juros é bem mais elevada - em 2011, ela estava em 5,7% para os privados e em 2% para o estatal.
Quem ingressa à educação superior universitária pode optar entre: universidades tradicionais ou privadas que recebem ajuda do Estado e se auto-financiam, não tendo fins lucrativos. Essas são 25 instituições tradicionais agrupadas no Consejo de Rectores de las Universidades Chilenas (CRUCH) e inclui as principais instituições de educação superior do país. As universidades privadas do país não estão incluídas no CRUCH.
O ingresso a elas é feito através de um sistema de seleção a nível nacional, feito através da Prueba de Selección Universitaria (PSU). Apesar disso a pontuação no PSU não é o suficiente para o aluno entrar e se manter na universidade, já que ultimamente há estudantes que entraram nas universidades tradicionais, mas tiveram que abandonar seus cursos por problemas econômicos, já que o financiamento dado pelo estado a esses alunos não corresponde ao valor total das mensalidades, devendo o aluno pagar a diferença. Também há universidades privadas que se auto-financiam. O valor médio de uma universidade chilena é de $3.565.64513 pesos chilenos. Isso corresponde a 132% do salário mínimo anual, e a 93% no caso do "valor de referência", que é utilizado para calcular a quantidade de crédito outorgado para o CAE.
Em 1980, o Chile contava com 117 mil estudantes no ensino superior, o que representava apenas 7,2% do grupo etário entre 18 e 24 anos. Esse número cresceu para 245 mil estudantes em 1990, 678 mil em 2007, e em 2012 chegava a quase um milhão. Esse incremento ocorreu por conta de reformas adotadas pelo governo militar e, principalmente, pelos governos democráticos eleitos a partir de 1990. Até 1980, o ensino superior chileno contava somente com oito universidades – duas públicas e seis privadas. As duas instituições pertencentes ao governo – a Universidade do Chile e a Universidade Técnica do Estado – concentravam 65% das matrículas e possuíam vários campus pelo país, enquanto as seis universidades particulares tinham seu orçamento praticamente todo bancado pelo setor público.
A partir da década de 1980, a ditadura militar liderada por Augusto Pinochet criou mecanismos para o nascimento de novas universidades privadas com financiamento próprio, além de IP (Institutos Profissionais) e CFTs (Centro de Formação Técnica)– que são privados, possuem orientação profissionalizante e podem ou não ter fins lucrativos. Já as universidades públicas foram descentralizadas e suas sedes regionais deram origem a novas instituições. No que se refere ao financiamento estudantil, um novo sistema entrou em vigor e transferiu grande parte dos custos para os estudantes. Segundo o estudo “La Educación Superior en Chile”, publicado em 2009 pela Organização para Cooperação e Desenvolvimento Econômico (OCDE) e pelo Banco Mundial, entre 1980 e 1990, descontando a inflação, o investimento público para educação superior sofreu uma queda de 41%. Além disso, uma reforma em 1981 concentrou a aplicação de recursos nas universidades públicas e nas instituições privadas subvencionadas pelo governo que integravam o Conselho de Reitores das Universidades Chilenas (CRUCH) – entidade independente, criada em 1954, responsável pela organização da Prova de Seleção Universitária (PSU), o vestibular chileno.
Ainda no início da década de 1980, o Chile foi o primeiro país da América Latina a introduzir a cobrança de mensalidades nas instituições públicas de ensino superior e atualmente é o que cobra as taxas anuais mais altas no nível de graduação, acima dos US$ 3.000, o que equivale ao cobrado em países desenvolvidos como Canadá e Nova Zelândia.
Ao longo dos anos 1990, nos sucessivos governos democráticos de coalizão de centro- esquerda, o número de universidades seguiu aumentando e foi criado o Conselho Superior de Educação (CSE) – órgão proposto ainda no governo militar, responsável por fiscalizar, credenciar e conceder autonomia às universidades, CFTs e IPs. De 1981 a março de 1990 (quando Pinochet deixou o poder), foram fundadas 40 universidades e 80 IPs; entre julho de 1990 e dezembro de 2005, foram criadas mais dez universidades e dez IPs, sendo que 38 instituições haviam sido fechadas, segundo o documento da OCDE. Atualmente, o Chile conta com 169 instituições de ensino superior – 44 IPs, 66 CFTs e 59 universidades, sendo 25 membros do CRUCH e 34 privadas. Existem dois tipos de universidades:as chamadas universidades tradicionais, que recebem fundos públicos diretos e em sua maioria foram criadas antes de 1981 (das 25 existentes, 16 são estatais, seis são católicas e três são universidades laicas privadas); e as universidades privadas não tradicionais, criadas a partir de 1980 pela
iniciativa privada.
Dados do Ministério da Educação apontam um forte crescimento de 55% nas matrículas no ensino superior entre 2005 e 2011, quando o total de alunos passou de 637 mil para 989 mil, sendo 602 mil apenas nas universidades. Um exemplo da grande presença do setor privado no meio acadêmico chileno revela-se no ranking das instituições com maior número de matrículas em 2011: das dez primeiras, nove são universidades privadas não tradicionais e apenas uma pertence ao CRUCH, a Universidade do Chile, em 10º lugar.
Dados da Organização das Nações Unidas para Educação, Ciência e Cultura (Unesco), relativos ao ano de 2009, mostram que o Chile tinha 77% dos estudantes de ensino superior matriculados em instituições privadas, o que o deixa próximo de países como a Coreia do Sul (80%). O estudo “Educación Superior en Iberoamérica - 2011”, coordenado e editado por Brunner, revela que a América Latina e o Caribe compreendem a região do mundo com a maior proporção de matrículas privadas no ensino superior, alcançando uma média de 50%, sendo que o Chile é um dos cinco países acima dessa média, seguido por Brasil (72%), El Salvador (66%), Paraguai (63%) e Peru (54%).
No entanto, no que se refere ao acesso das classes mais baixas, o Chile se destaca. A participação na educação superior da quinta parte mais pobre flutua na América Latina e Caribe entre 27% e 2%. Os países com maior participação de pessoas provenientes de lugares de menores recursos são Equador [27,2%], Chile [19,8%], Argentina [19%], Panamá [18,9%] e Venezuela [15,6%] e, no outro extremo, estão Honduras [2,1%], Uruguai [2,2%], Peru [2,3%] e Brasil [2,7%]”, aponta o documento publicado no ano passado.  

### Avaliação da qualidade
Os níveis de pré-escola, básico e médio do sistema educacional, assim como os centros de formação técnica da educação superior, são regulados e controlados pelo Ministério da Educação.
O Conselho Nacional de Educação (CNE) tem como principais funções se posicionar sobre a solicitação de reconhecimento oficial das universidades e institutos profissionais, verificar seu desenvolvimento, estabelecer sistemas de exame de seleção e validação de créditos, recomendar sanções e realizar estudos sobre a educação superior.
Desde 2004 se iniciou um processo de avaliação da qualidade da educação superior através da Comisión Nacional de Acreditación de Pregrado (CNAP). A lei nº 20.129 de 2006 estabeleceu um sistema nacional de avaliação da qualidade do ensino superior (CFT, IP e universidades) de responsabilidade da Comisión Nacional de Acreditación (CNA-Chile). Seus principais objetivos são a avaliação institucional e avaliação de carreiras e programas da educação superior.
O direito à educação e à liberdade de ensino estão assegurados na Constituição Política da República. Ou seja, para ter reconhecimento legal, os estabelecimentos particulares devem cumprir com os objetivos fundamentais e requisitos mínimos obrigatórios, que estão prescritos nos artigos 15 a 20 da LOCE. Estes requisitos e normas são estabelecidas pelo MInistério da Educação, após informe prévio do CNE.

## Reforma educacional
Na América Latina, o Chile foi o precursor das mudanças educacionais. Em um primeiro momento, ainda sob o regime ditatorial de Pinochet, a reforma chilena consistiu em um processo de descentralização e privatização. A municipalização de todo o sistema fundamental e médio nos anos 80 – até então vinculado ao governo federal – representou, aos olhos do magistério e de grande parte da sociedade civil chilena, uma estratégia para eximir o governo central de sua responsabilidade com o financiamento educacional, gerando a degradação das condições de trabalho docente e, consequentemente, um retrocesso na qualidade da educação. A privatização instalou-se por meio da substancial transferência de fundos públicos para o sistema privado, de tal modo que, a partir de 1981, o antigo e limitado sistema de subsídios públicos a algumas escolas particulares generalizou-se a toda uma nova rede privada de ensino. A reforma educacional conduzida a partir de 1990 e trazida pelo novo governo democrático de aliança centro-esquerda, denominada Concertación, porém, os professores foram a peça fundamental no conjunto de melhorias da qualidade do ensino por meio da retomada do crescimento sustentado dos gastos públicos com educação, aliado a uma mudança radical do status da profissão docente. Os esforços desse novo governo se centraram em um acordo salarial e trabalhista mais justo para os professores.
Na última década, o Ministério da Educação elaborou diversos programas tecnicamente avançados que focalizam nas diversas dimensões do processo ensino-aprendizagem. Foram introduzidos com o objetivo de criar uma nova cultura escolar, voltada para a criatividade, inovação e compromisso. Esperava-se que assim os professores recuperassem o entusiasmo pela profissão.
Em 2008 foi sancionada a nova Lei Geral de Educação, foi contemplada a mudança para uma educação básica de 6 anos e a educação média também de 6 anos, com uma estrutura curricular renovada. A mudança deve entrar vigor até 2017.
O foco das políticas até então implementadas no Chile estão concentradas na valorização dos salários de professores. Em termos reais, entre 1990 e 2008, o rendimento docente apresentou evolução acima da média geral da economia, 199%, sendo esta uma das prováveis justificativas da retomada do crescimento da demanda de estudantes do ensino médio por carreiras de Educação.
Em 27 de janeiro de 2015 foi aprovado pelo Congresso chileno a chamada Reforma Educacional, que estava sendo apoiada pelo governo. A Reforma buscar proibir a seleção de estudantes em escolas subvencionadas, o financiamento compartilhado com as famílias e os lucros de capital dos donos de colégios. A Câmara dos Deputados aprovou o texto final da lei, modificado no Senado, que muda as bases do sistema educacional herdado da ditadura de Augusto Pinochet[3].
A Reforma Educacional foi proposta em campanha eleitoral pela atual presidente Michelle Bachelet, que prometeu o aumento da participação do Estado e assegurar o acesso aos estudantes de baixa renda. Contudo, o projeto enviado e aprovado pelo Parlamento não é o mesmo da campanha. Apesar de proibir às instituições que visem lucro e retirar dos municípios a gestão das escolas, a nova lei admite formas de participação privada como arrendamento de instituições, além de garantir a não expansão da rede pública. Após a aprovação do projeto, a presidente que contava com 63% de aprovação de seu governo de três meses, viu esse valor cair para 38%
Outra mudança importante ocorreu com a substituição do Conselho Superior de Educação pelo Conselho Nacional de Educação. Além disso, a Lei de Asseguramento de Qualidade da Educação de 2011 separa funções do ministério em três organismos, para o qual cria duas novas instituições reguladoras: la Superintendência de Educação e a Agência de qualidade da educação. As duas passaram a operar no segundo semestre de 2012.

## Mobilização estudantil

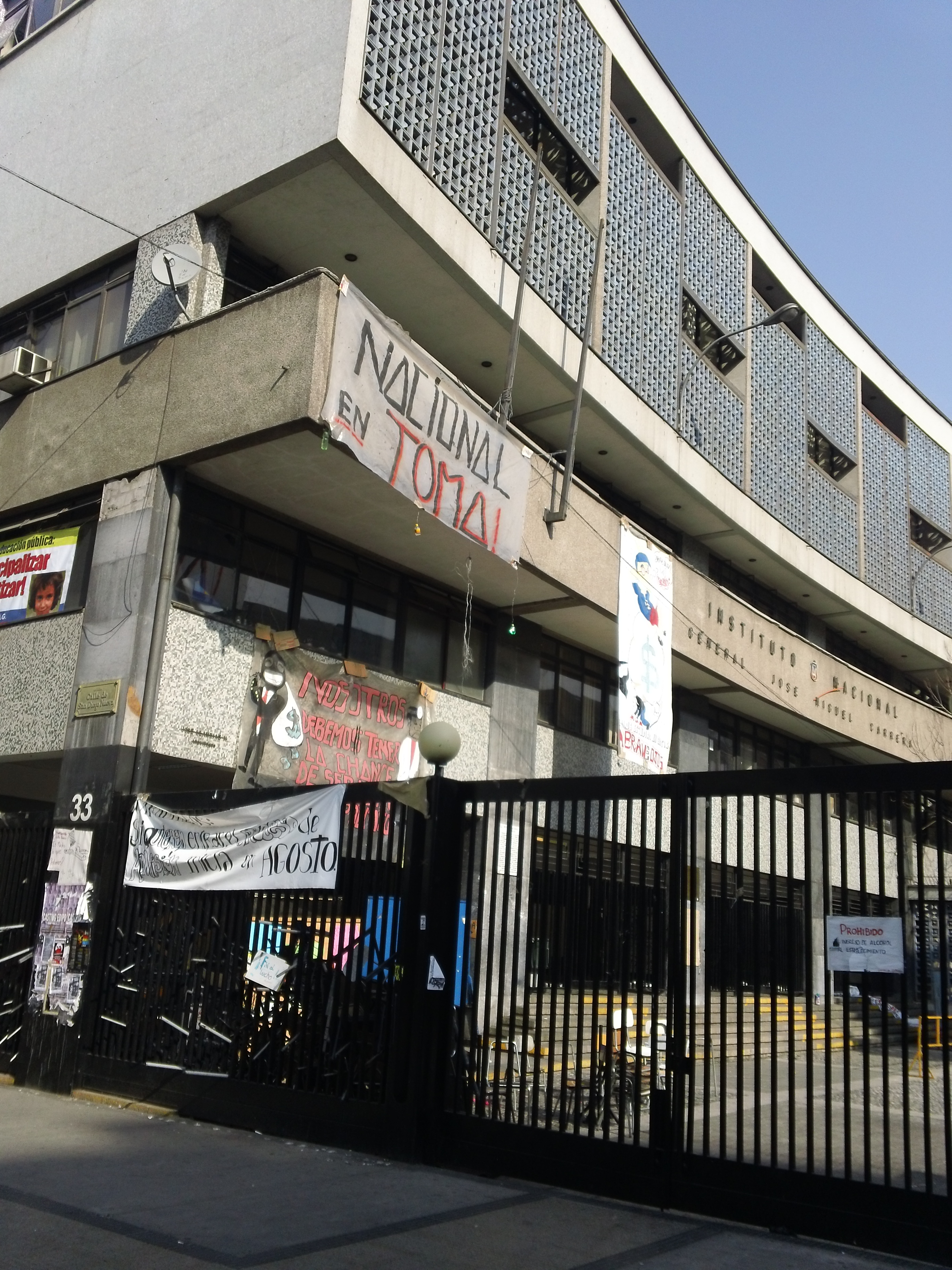
Estudantes ocupam o Instituto Nacional em Santiago, no Chile

Apesar do direito à educação estar constitucionalmente garantido, existe no Chile uma série de problemas relacionados à qualidade e ao acesso, principalmente no nível superior. Durante o mês de abril de 2006, ante os anúncios de um aumento no preço de inscrição na Prueba de Seleccão Universitaria (que durante o ano 2005 havia alcançado 19.000 pesos chilenos), devido às despesas que o exercício dava o Registro Educacional (DEMRE), dependente da ‘’Universidad de Chile’’, e de que o passe escolar somente poderia ser utilizado duas vezes por dia, diversos colégios de Santiago participaram de marchas na Avenida  Bernardo O'Higgins, exigindo passe escolar liberado e gratuidade da PSU para os três primeiros quintos. Contudo, durante esses protestos a polícia deteve mil estudantes durante a  marcha.
A mobilização estudantil foi reativado em setembro e outubro do mesmo ano. A mobilização foi informalmente conhecida como Revolução dos Penguins. Estima-se que mais de 100.000 estudantes de mais de cem escolas estavam em manifestações na sexta-feira 26 Maio.
Houve outra onda de protestos em 2011 — esta última se viu imersa em um ano de profundos protestos sociais no país em diferentes âmbitos - foi a maior onda de protestos desde a redemocratização do país. Segundo levantamento da Unesco publicado no mesmo ano, “o caso do Chile chama a atenção pelo alto valor do financiamento estatal a entidades privadas, o que termina gerando um mecanismo escolar de institucionalidade e funcionamento complexos. Estes parecem existir para atender, preferencialmente, à liberdade de ensino, e não à garantia do direito à educação por parte dos estudantes”, posicionamento alinhado à visão dos estudantes em protestos.
O movimento ressurgiu em abril de 2012, em resposta a proposta do governo de Piñera que atenderia a uma das principais exigências dos estudantes: acabar com o Crédito com Aval do Estado (CAE), instaurado em 2007 e concedido pelos bancos privados para facilitar o pagamento das mensalidades em universidades particulares, com uma taxa de juros três vezes maior do que a praticada pelas universidades públicas. As mobilizações nacionais foram convocadas pela Confederação de Estudantes do Chile (CONFECH), uma organização que reúne as associações de estudantes das universidades. Os principais porta-vozes do movimento universitário foram Camila Vallejo, presidente da Federação de Estudantes da Universidade do Chile e Giorgio Jackson.
Em 2014 houve mais manifestações de massa dos estudantes, alegando que o governo de Michelle Bachelet não cumpriu sua promessa de campanha para a reforma educacional. Os organizadores da marcha, o quinto daquele ano, estimou o número de participantes em 80.000, Transportar telas chamadas de "educação pública e não mercantil"

## Financiamento
O estado provê um sistema de vouchers educacionais, esse sistema é baseado no pagamento diretamente a escolas baseado na assistência. Em termos práticos, se o estudante se transfere para outras escolas, o pagamento de assistência se transfere também. Escolas são ou Municipal ou privada. Escolas privadas podem ser subsidiadas pelo governo ou não.
No nível superior, os estudantes tem basicamente duas modalidades de financiamento: a primeira é a do Estado, na qual as parcelas não podem superar em 5% o salário ganho, e em caso de não pagamento da dívida no período de 20 anos, a mesma é perdoada. O segundo caso, Crédito con Aval del Estado, feito por bancos privados, pode ultrapassar 5% dos salários e não há perdão em caso de inadimplência. Os juros praticados no ano de 2011, para o primeiro e segundo casos era de, respectivamente, 2 e 5,7%. No último dia 21, a atual presidente do país, Michelle Bachelet, fez um pronunciamento em que anunciou a gratuidade do ensino superior para 60% dos estudantes, chegando a 100% em 2020, como parte de um pacote de reformas no ensino educacional do país.

## Cobertura e Qualidade
De acordo com o Índice de Desenvolvimento Humano das Nações Unidas, os países com melhores índices compostos da Educação ( alfabetização, gastos com educação, a taxa de escolarização bruta, os utilizadores da Internet por 100 pessoas, média de anos de escolaridade, anos de escolaridade esperados) em América Latina são Argentina (0,764) e Chile (0,757).
A cobertura do sistema educacional chileno é praticamente universal, como ocorre em países desenvolvidos, possuindo índices de matrícula que representam esta realidade. A matrícula na Educação básica (EBG) atinge o número de 99,7% das crianças com idade entre 6 e 14 anos. No caso da educação secundária a cobertura de matrícula é de 87,7% dos adolescentes entre 15 e 18 anos. No Chile, 57% dos adultos com idades entre 25 e 64 anos completaram o ensino médio, abaixo da média da OCDE, de 75%.
Antigamente, a obrigatoriedade escolar incluía somente o Ciclo Básico (EGB) de 8 anos. Porém, a partir do dia  7 de maio de 2003, uma reforma constitucional- no governo do presidente Ricardo Lagos- estabeleceu a Educação Secundária gratuita e obrigatória para todos os chilenos até os 18 anos de idade, passando para o Estado a responsabilidade de garantir seu acesso. No dia 21 de maio de 2013, foi anunciada uma reforma constitucional para estabelecer o segundo nível de transação (kinder) como obrigatório a partir de 2015, convertendo-se em requisito para cursar o nível básico, chegando assim à 13 anos de educação garantida.
Segundo o PISA de 2013, os estudantes chilenos conseguiram atingir a pontuação média mais alta dos países latino-americanos, posicionando-se na posição 52 de 66 países que participaram da avaliação, embora tenha caído da posição 44. O Chile está na posição 51 com 423 pontos em matemática, ou seja, abaixo da média fixada pelo PISA que é de 494, enquanto que em leitura obteve a pontuação de 441 e em ciências de 445.19  Em línguas o Chile obteve 441 pontos, uma melhora significativa considerando o resultado de 449 pontos no ano de 2009 e 494 de média OCDE; enquanto que em ciências obteve 445, baixando seu resultado em comparação com a última avaliação. Embora em muitos países da OCDE as meninas superem o desempenho dos meninos, no Chile os meninos obtiveram uma pontuação 3 pontos superior a das meninas. A diferença média de resultados, entre os alunos das classes socioeconômicas mais altas e os alunos das classes socioeconômicas mais baixas é de 105 pontos, mais que a média da OCDE de 96 pontos.
Na classificação feita em 2007 pela Universidad Jiao Tong de Shanghái na China, a Pontificia Universidad Católica de Chile y la Universidad de Chile ficaram entre as 500 melhores universidades do mundo, sendo ultrapassadas pelas universidades brasileiras: a Universidade Estadual de Campinas e a Universidade Federal do Rio de Janeiro. Por outro lado, em 2013 o ranking QS World University incluiu nove universidades chilenas no grupo das 800 melhores do mundo, e entre as que se encontram nesta classificação, além das anteriores estão a Universidad de Santiago de Chile, Universidad de Concepción, Pontificia Universidad Católica de Valparaíso, Universidad Adolfo Ibañez, Universidad Austral de Chile, Universidad de Talca y la Universidad Técnica Federico Santa María. A nível investigativo, e de acordo com o ranking SIR Global 2013, estão 17 universidades chilenas lideradas pela Universidad de Chile, seguida da Pontificia Universidad Católica de Chile, Universidad de Concepción, Pontificia Universidad Católica de Valparaíso y Universidad Austral de Chile, entre outras.